# 吉尔克无索腹菌
吉尔克无索腹菌（学名：Martellia gilkeyae）是属于红菇目红菇科无索腹菌属的一种担子菌。该种分布于中国、美国等地。